# Korobkino (rejon konyszowski)
Korobkino (ros. Коробкино) – wieś (ros. село, trb. sieło) w zachodniej Rosji, w sielsowiecie płatawskim rejonu konyszowskiego w obwodzie kurskim.

## Geografia
Miejscowość położona jest nad Sejmem, 10 km od centrum administracyjnego sielsowietu (Kaszara), 19,5 km na południowy zachód od centrum administracyjnego rejonu (Konyszowka), 78 km na zachód od Kurska.
We wsi znajduje się 65 posesji.
Klimat
Miejscowość, jak i cały rejon, znajduje się w strefie klimatu kontynentalnego z łagodnym ciepłym latem i równomiernie rozłożonymi opadami rocznymi (Dfb w klasyfikacji klimatów Köppena).

## Demografia
W 2010 r. wieś zamieszkiwało 68 osób.